# セムジュ・デビッド
セムジュ・デビッド（David Ssemujju、1992年11月11日 - ）は、ウガンダのプロボクサー。カンパラ出身。第59代日本ウェルター級王者。中日ボクシングジム所属。

## 来歴

### アマチュア
2020年東京オリンピックボクシングミドル級ウガンダ代表で出場して、初戦敗退。

### プロ
2022年4月1日、ウガンダでのプロデビュー戦は6回判定勝ち。
さらに2023年7月29日、ケネディ・ウェルと対戦し、5回TKO勝ちでウガンダミドル級王座獲得。
そして来日し中日ボクシングジムと契約。2024年3月31日、愛知県の刈谷市産業振興センター・あいおいホールで元WBOアジアパシフィックミドル級王者の能嶋宏弥と対戦し、8回3-0（77-75×2、78-74）の判定勝ちを収め日本デビュー戦を勝利で飾った。
2024年6月8日、広東省仏山市でカムロンベク・エシュマトフと67.2kg契約で対戦するも、8回1-2（74-76、76-75、73-77）の僅差の判定負けを喫しプロ初黒星。
2024年8月27日、後楽園ホールで日本ウェルター級1位の石脇麻生と前王者豊嶋亮太の王座返上に伴う日本同級王座決定戦を行い、5回中にセムジュの有効的なパンチで石脇の左目尻をカットさせ、レフェリーストップで7回1分55秒TKO勝ちを収め王座を獲得、プロ7戦目かつ中日ジム移籍3戦目および日本デビュー2戦目にして日本王座を獲得し、なおかつ中日ジム所属ボクサーとしては1990年7月22日に日本ライト級王座を獲得したドニー溝口以来34年ぶりの王座獲得となり、外国人ボクサーの日本王座獲得は2010年3月25日に日本スーパーウェルター級王座を獲得したチャーリー太田以来14年ぶりとなった。
2024年12月12日、後楽園ホールで元日本ウェルター級暫定王者及び日本同級1位の小畑武尊と日本同級タイトルマッチを行い、10回3-0（97－93、98-92×2）判定勝ちを収め初防衛に成功したruffsmocha。
2025年3月23日、アクトシティ浜松で日本ウェルター級1位のシーサー皆川と日本同級タイトルマッチを行い、10回3-0（96－94、98-92×2）判定勝ちを収め2度目の防衛に成功した。

## 戦績
- プロボクシング - 9戦8勝（4KO）1敗

| 戦           | 日付           | 勝敗 | 時間    | 内容    | 対戦相手                   | 国籍         | 備考                                  |
| ------------ | -------------- | ---- | ------- | ------- | -------------------------- | ------------ | ------------------------------------- |
| 1            | 2022年4月1日   | ☆    | 6R      | 判定3-0 | ハムザ・ウィップ           | ウガンダ     | プロデビュー戦                        |
| 2            | 2022年7月23日  | ☆    | 1R      | TKO     | サマリ・フット             | ウガンダ     |                                       |
| 3            | 2022年10月15日 | ☆    | 3R      | KO      | ハーバート・ムガルーラ     | ウガンダ     |                                       |
| 4            | 2023年7月29日  | ☆    | 5R 2:01 | TKO     | ケネディ・ウェル           | タンザニア   | ウガンダミドル級王座決定戦            |
| 5            | 2024年3月31日  | ☆    | 8R      | 判定2-1 | 能嶋宏弥（薬師寺）         | 日本         | 日本デビュー戦                        |
| 6            | 2024年6月8日   | ★    | 8R      | 判定1-2 | カムロンベク・エシュマトフ | カザフスタン | 67.2kg契約8回戦                       |
| 7            | 2024年8月27日  | ☆    | 7R 1:55 | TKO     | 石脇麻生（石田）           | 日本         | 日本ウェルター級王座決定戦            |
| 8            | 2024年12月12日 | ☆    | 10R     | 判定3-0 | 小畑武尊（ダッシュ東保）   | 日本         | 日本王座防衛1                         |
| 9            | 2025年3月23日  | ☆    | 10R     | 判定3-0 | シーサー皆川（平仲BS）     | 日本         | 日本王座防衛2                         |
| 10           | 2025年8月21日  |      |         |         | 野上昴生（大橋）           | 日本         | 日本ウェルター級タイトルマッチ 試合前 |
| テンプレート |                |      |         |         |                            |              |                                       |

## 獲得タイトル
- ウガンダミドル級王座
- 第59代日本ウェルター級王座（防衛2）